# Follow in the Cry
"Follow in the Cry", também conhecida como "Follow in the Cry (The Embrace That Smothers, Part II)" é uma canção da banda neerlandesa de metal sinfônico After Forever, lançada como primeiro e único single do álbum Prison of Desire em março de 2000 através da Transmission Records.

## Produção e lançamento
A letra da canção foi escrita pelo guitarrista e vocalista Mark Jansen, enquanto a música foi composta por ele e os músicos Sander Gommans e Floor Jansen. A faixa também faz parte de uma série de composições intitulada The Embrace That Smothers, todas de autoria de Mark, cujo tema principal é o perigo da religião organizada na sociedade, e que teve início no álbum Prison of Desire e continuou em The Phantom Agony e The Divine Conspiracy, ambos os discos da banda Epica.
Sua gravação ocorreu nos estúdios Excess e RS29, localizados nas cidades neerlandesas de Roterdã e Waalwijk, respectivamente, entre dezembro de 1999 e fevereiro de 2000 durante as sessões de gravação do álbum Prison of Desire, sendo lançada como single no formato de CD em março de 2000. Foi também incluído no material as faixas "Silence From Afar", "Mea Culpa" e "Wings of Illusion", tendo essa última estado presente anteriormente apenas numa demo de mesmo nome lançada pela banda em 1999 de forma independente.

## Performances ao vivo
A canção esteve presente de maneira regular no repertório ao vivo da banda desde a primeira turnê. Ocasionalmente, um trecho de "Ain't Talkin' 'bout Love" do grupo americana Van Halen era tocado antes da ponte durante as apresentações. O músico Arjen Anthony Lucassen também fez uma participação na canção durante o festival Bospop em Weert, Países Baixos em 14 de julho de 2001.
Mark Jansen já tocou a canção em diversas ocasiões com seus outros projetos musicais, como no Epica por exemplo, onde Simone Simons executou os vocais femininos de "Follow in the Cry", e na banda Mayan, que teve Laura Macrì e Marcela Bovio como responsáveis pela interpretação da faixa.

## Faixas
| N.º            | Título                                  | Letras         | Música                                | Duração |  |
| 1.             | "Follow in the Cry"                     | Mark Jansen    | Sander Gommans M. Jansen Floor Jansen | 4:05    |  |
| 2.             | "Silence From Afar" (versão para rádio) | M. Jansen      | Gommans M. Jansen F. Jansen           | 4:37    |  |
| 3.             | "Wings of Illusion"                     | F. Jansen      | Gommans M. Jansen F. Jansen           | 7:27    |  |
| 4.             | "Mea Culpa" (versão a cappella)         | M. Jansen      | M. Jansen                             | 2:15    |  |
| Duração total: | Duração total:                          | Duração total: | Duração total:                        | 18:24   |  |

## Créditos
Os créditos foram adaptados do encarte do single "Follow in the Cry".
Banda
- Sander Gommans – guitarra, vocais
- Mark Jansen – guitarra, vocais
- Luuk van Gerven – baixo
- Floor Jansen – vocais
- Jack Driessen – teclado, sintetizadores
- Joep Beckers – bateria[a]

Equipe técnica
- Dennis Leidelmeijer – produção, engenharia
- Dreshman Labs – design, layout
- Hans Pieters – produção, engenharia
- Oscar Holleman – mixagem
- Peter van 't Riet – masterização